# Раджабов, Гаджи Муртазалиевич
Гаджи Муртазалиевич Раджабов (бел. Гаджы Муртазаліевіч Раджабаў; 27 октября 1995; Ставрополь, Россия) — российский и белорусский борец вольного стиля. Чемпион Беларуси. Мастер спорта России международного класса по вольной борьбе.

## Спортивная карьера
Раджабов вырос в Ставрополе, где и начал занимался борьбой, однако на определенном этапе он понял, что не развиваюсь как борец и решил перебраться в Хасавюрт. Занимался у тренера спортивной школы имени Шамиля Умаханова Абдурахмана Мирзоева. В 2014 году стал победителя первенства страны среди юниоров. В ноябре того же года стал победителем Кубка Бразилии. В июне 2015 года одержал победу на юниорском первенстве Европы в Стамбуле.  7 сентября 2016 года ему было присвоено спортивное звание «Мастер спорта России международного класса». В 2018 году принял спортивное гражданство Беларуси. В январе 2019 года стал чемпионом Беларуси. В апреле того же года неудачно выступил на чемпионате Европы. В ноябре 2020 года стал обладателем Кубка Беларуси.

## Спортивные результаты
- Чемпионат Европы по борьбе среди юниоров 2015 — ;
- Чемпионат Беларуси по вольной борьбе 2018 — 5;
- Чемпионат Беларуси по вольной борьбе 2019 — ;
- Чемпионат Беларуси по вольной борьбе 2023 — ;
- Чемпионат Европы по борьбе 2019 — 9;
- Кубок Беларуси по вольной борьбе 2020 — ;